# Uadi es-Sebua

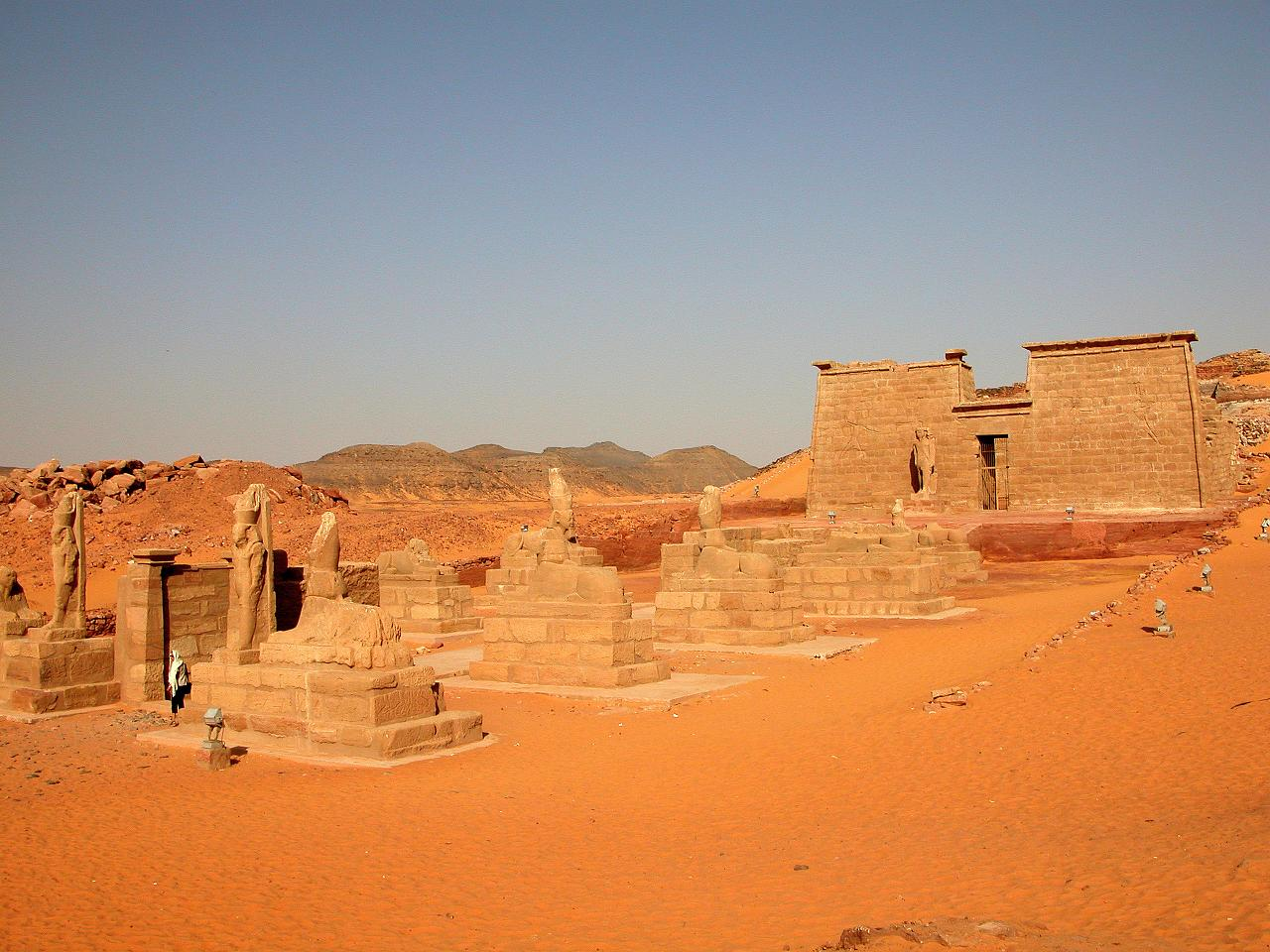
Una imagen del templo de Uadi es-Sebua en Nubia.

Uadi es-Sebua, o Valle de los Leones (así llamado debido al patio flanqueado por esfinges; en árabe: وادي السبوع), es el sitio de dos templos egipcios del Imperio Nuevo, incluyendo un speos construido por el faraón de la XIX dinastía Ramsés II, en la Baja Nubia. El primer templo fue construido por el faraón de la XVIII dinastía Amenhotep III y posteriormente restaurado por Ramsés II. Originalmente, este templo "constaba de un santuario tallado en la roca (aproximadamente de 3 m por 2 m) frente a un pilono de ladrillo, un patio y una sala, parcialmente pintados con pinturas murales." El templo estaba quizás dedicado a una de las formas locales nubias de Horus, pero sus representaciones fueron alteradas a Amón en un momento posterior. Durante el periodo de Amarna, las imágenes de Amón fueron atacadas y las decoraciones deterioradas pero Ramsés II más tarde restauró y amplió el templo de Amenhotep III mediante la construcción de estructuras delante del pilono.

## El templo de Amón de Ramsés II

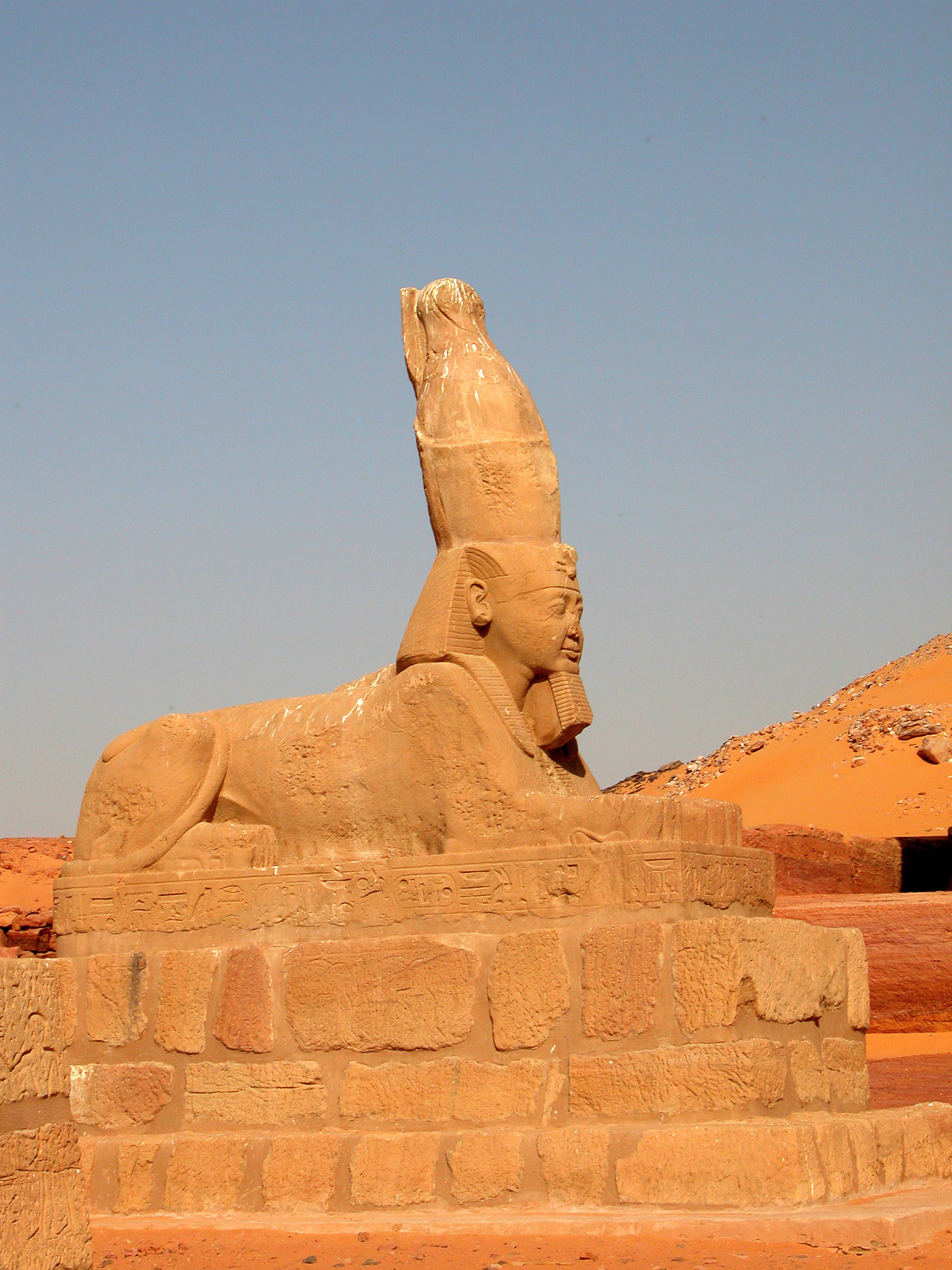
Esfinge de Ramsés II de su templo en Uadi es-Sebua.

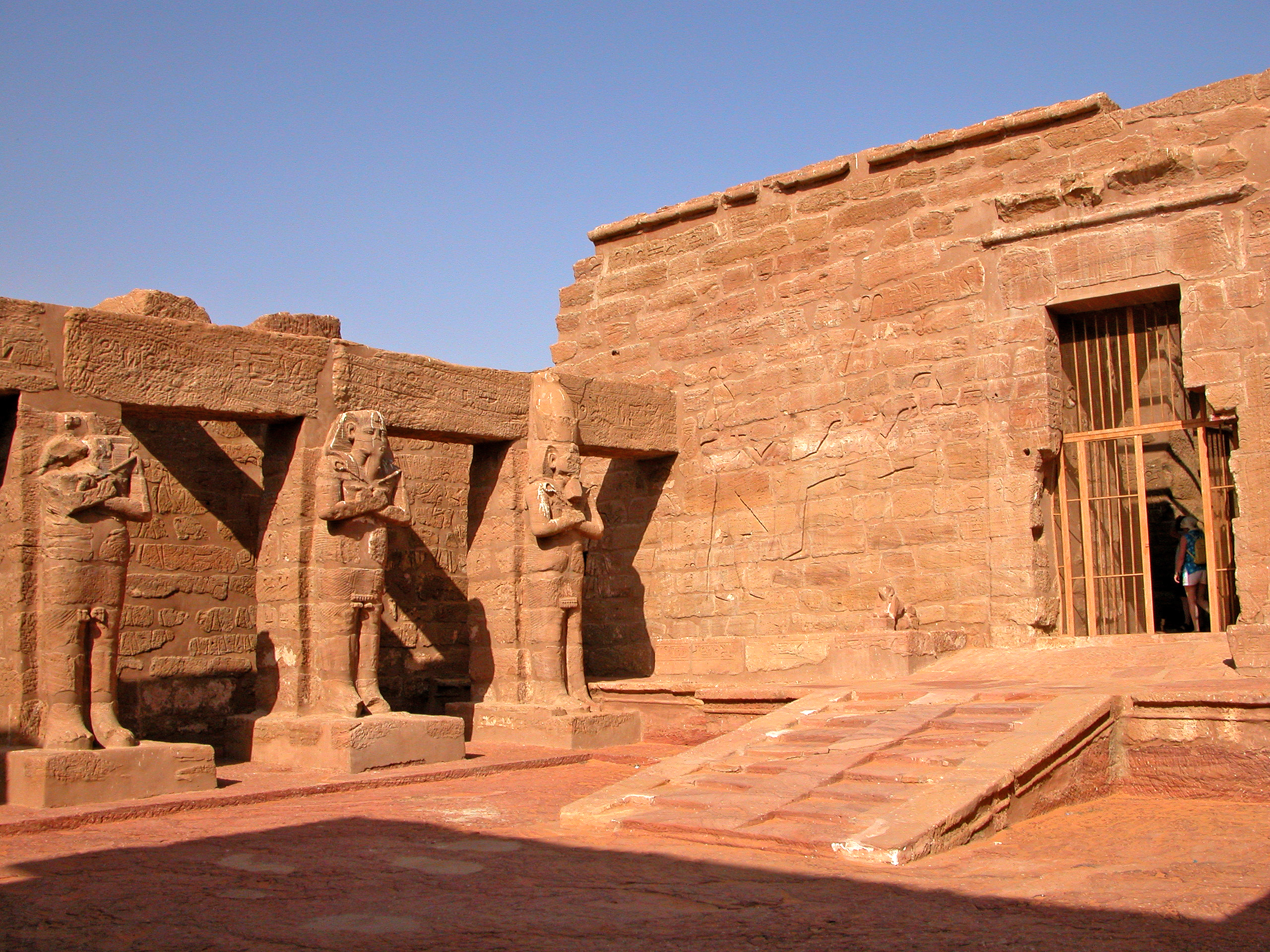
El patio de Uadi es-Sebua.

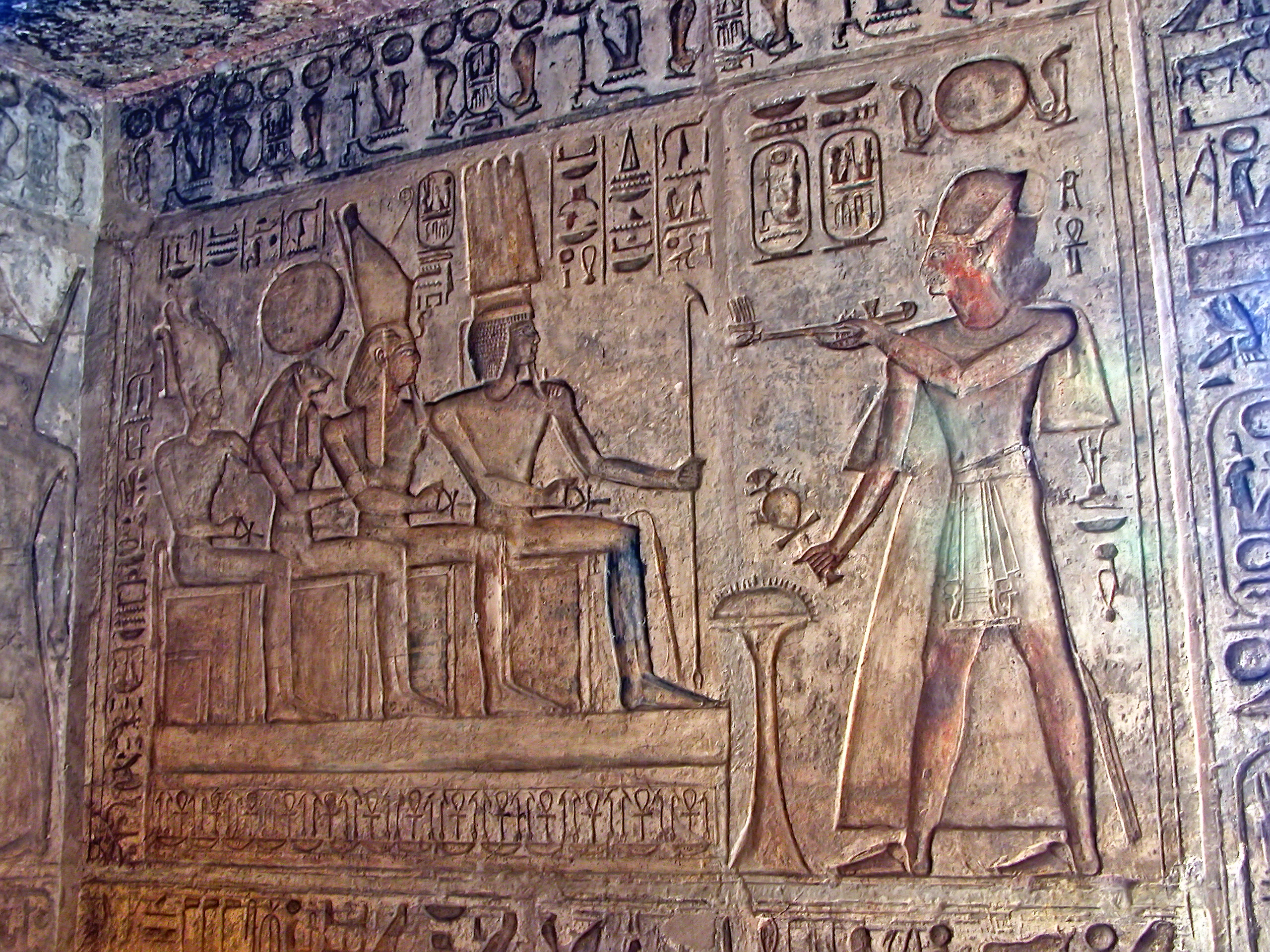
Relieve con Ramsés II presentando una ofrenda de incienso a los dioses en Uadi es-Sebua.

El segundo templo más grande que se construyó en el-Sebua fue conocido como "El Templo de Ramsés-Meriamón [Ramsés II] en el Dominio de Amón" y fue erigido aproximadamente 150 m al nordeste del templo de Amenhotep III. Representaciones y monumentos contemporáneos del virrey de Kush, Setau, indican que este templo fue levantado entre el año 35 y el año 50 de Ramsés II. Setau es conocido por haber servido como Virrey de Kush o Nubia entre el año 38 al 63 del reinado de este faraón y fue responsable de los templos nubios posteriores de Ramsés. El templo de Uadi es-Sebua fue el tercer santuario o capilla construidos en la roca con una explanada en piedra que Ramsés II levantó en Nubia. Ubicado aproximadamente a ciento cincuenta kilómetros al sur de Asuán, en la orilla occidental del Nilo, el templo debió su importancia al hecho de que durante la época ramésida, la ciudad estuvo construida en la salida de las rutas de las caravanas, fue utilizado como lugar de residencia para el virrey de Kush y porque estaba localizado en un tramo difícil del Nilo en que era difícil para los barcos remontar contra la corriente. Ramsés II confió la administración de sus proyectos de trabajo aquí al virrey de Nubia Setau que, a juzgar por la pobre calidad del estilo osiríaco de las estatuas del patio, se vio obligado a conformarse con "una fuerza de trabajo poco capacitada, muchos prisioneros de los oasis libios" y por "materiales de calidad inferior."
El templo de "Ramsés amado de Amón en el campo de Amón" era utilizado como muelle o descansadero para los barcos durante su descenso del río Nilo. Los posteriores árabes locales, inspirados en las esculturas de piedra de esfinges que tachonan la entrada al primer templo, bautizaron el lugar como 'Uadi es-Sebua' o el Valle de los leones. El templo constaba de tres partes diferenciadas: dos patios abiertos decorados con esfinges o dromos, un gran patio interior con columnas osiríacas y el templo excavado en la roca. Este templo era, por tanto, "en parte exento y en parte tallado en la roca."
El templo una vez poseyó tres pilonos. Los dos primeros, sin embargo, fueron hechos con ladrillos de baja calidad, de barro del Nilo, y se acabaron desmoronando. Solo el pasaje de la puerta de piedra entre ellos ha sobrevivido. Detrás de la primera torre, el primer patio aparece con dos esfinges con cabeza humana acompañadas por dos estatuas del faraón las cuales originalmente flanqueaban la entrada. Sólo la estatua izquierda de Ramsés permanece in situ mientras que la otra estatua ahora se encuentra en el desierto. Después del segundo pilono, un segundo patio con cuatro esfinges con cabeza de halcón parecen representar al Horus de Miam, de Meha, de Baki y, curiosamente, el Horus de Edfú cuando se esperaría el de Buhen encontrándose en Nubia. Entre sus piernas, una estatuilla con la imagen de Ramsés tocado con el nemes. En su base, una inscripción sobre Ramsés como "Señor de los festivales Sed, como su padre Ptah" expresa el deseo de longevidad de este faraón que también se muestra en los vestigios de la segunda puerta: "Ramsés-Meriamón, señor de los festivales Sed, como Ptah." Justo antes de entrar en el tercer pilono, cuatro estatuas colosales de Ramsés II aparecen de las cuales, solo una permanece en pie hoy. El tercer pilono está decorado con el estilo egipcio convencional del Faraón que golpea a sus enemigos y haciendo ofrendas a los dioses. Una vez cruzado el tercer pilono, la sección de corte en la roca del templo empieza con una sala hipóstila compuesta de 12 pilares cuadrados:
"De los cuales los seis centrales una vez estuvieron adornados con estatuas osiríacas del rey; fueron martilladas por los cristianos. Aun así, las escenas de ofrendas en las paredes sobreviven, y algunas retienen sus colores originales."
La "antecámara se abre en dos habitaciones laterales, dos capillas laterales y el santuario mismo." A pesar de que las estatuas en los nichos del santuario fueron destruidas, "indudablemente representaban a Amón-Ra, Ra-Harajtis y el propio Ramsés II." El templo más grande en Uadi es-Sebua fue construido en el estilo nubio bastante tosco, el cual marcó algunos de los edificios más grandes de Ramsés II en Nubia.

## Conversión en iglesia

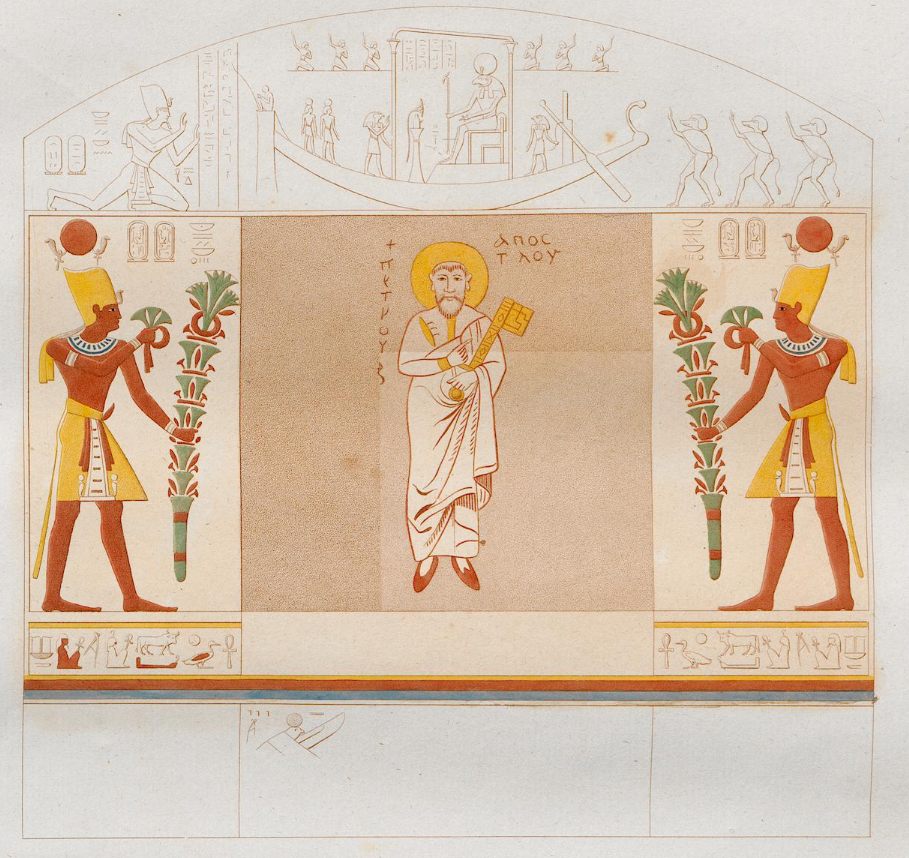
Pintura de San Pedro, finales del o principios del.

En el siglo V d. C., el templo fue convertido en iglesia cristiana. Algunos relieves del templo fueron cubiertos con una capa de yeso, donde se pintaron imágenes de Dios. Esta capa ayudó a preservar para la posteridad los relieves policromados originales; los mejores ejemplos se localizan en el santuario y las capillas anexas del templo de Ramsés donde las coloridas escenas muestran al soberano adorando las barcas sagradas de Amón-Ra y Ra-Horajtis. Hay también una escena interesante en el nicho central del templo de Uadi es-Sebua, donde dos estatuas de Amón y Ra-Horajtis entre una imagen doble de Ramsés II fueron retiradas por los adoradores cristianos y reemplazadas por una imagen pintada al fresco de San Pedro, creándose así una extraña y chocante imagen anacrónica de un Ramsés II doble ofreciendo flores a San Pedro.

## Reubicación del templo
Cuando los templos de Uadi es-Sebua se vieron amenazados por las inundaciones causadas por el inicio de la construcción de la presa de Asuán, el templo fue desmantelado en 1964 con ayuda de Estados Unidos por el Servicio Egipcio de Antigüedades. Fueron trasladados a una ubicación a tan solo 4 km de su localización original.
El templo de Dakka y templo de Maharraqa fueron también trasladados y reconstruidos en el nuevo complejo de templos de Uadi es-Sebua.